# 4892 Chrispollas
A 4892 Chrispollas (ideiglenes jelöléssel 1985 TV2) a Naprendszer kisbolygóövében található aszteroida. CERGA fedezte fel 1985. október 11-én.